# Cheeky Mouse
Cheeky Mouse (チーキーマウス?, Chīkī Mausu) è un videogioco d'azione a schermata fissa per arcade sviluppato e pubblicato dalla Universal nel 1980. Il titolo mette il giocatore nei panni di un uomo che cerca di liberare la sua casa da un'invasione di topi.

## Modalità di gioco
Ogni livello di Cheeky Mouse è strutturato in una casa, la quale è infestata da trentadue topi che abitano nella tana sulla parte superiore dello schermo. Essi escono ininterrottamente per avanzare verso la parte inferiore, dove sotto il pavimento sono conservati otto pezzi di formaggio. Il giocatore controlla un uomo munito di martello e lo scopo sarà schiacciare tutti i topi che vogliono rubare la scorta di formaggio. Nel caso ci riuscisse passa a quello successivo. Due sono i momenti giusti per colpire i topi: mentre rosicchiano il pavimento o fuoriescono dal pavimento con il formaggio raccolto. Con il procedere della sessione i topi diventeranno più veloci e vengono aggiunte finestre per cercare di confondere il giocatore. 
Una vita può venire perduta quando i topi riescono con successo a portare via tutto il formaggio, oppure quando l'uomo entra in contatto con parassiti misteriosi. Questi ultimi il giocatore li può anche uccidere per ottenere punti extra. Una volta che le vite a disposizione sono esaurite il gioco finisce.